# Факултет по хуманитарни науки (Шуменски университет)
Факултетът по хуманитарни науки е един от двата най-стари факултета в Шуменския университет. Образуван е през 1971 г., едновременно със създаването на университета. Предлага обучение на бакалаври, магистри и докторанти в направленията: „Филология“, „История и археология“, „Религия и теология“, „Обществени комуникации и информационни науки“, „Педагогика на обучението“. Намира се в Корпус 1 на ШУ, разположен на улица „Университетска“ № 115. От 2016 г. декан на факултета е проф. д-р Веселин Божков Панайотов.

## Ръководство
- Декан: проф. д-р Веселин Божков Панайотов
- Заместник-декани, по:
  - Научноизследователска, художествено-творческа и международна дейност: доц. д-р Светлана Йорданова Неделчева
  - Акредитацията и качеството на обучението: доц. д-р Тодор Райчев Тодоров
  - Учебната дейност и кандидатстудентската кампания: доц. д-р Стефан Маринов Минков

## Катедри
Английска филология
През 2019 г. академичният състав на катедра „Английска филология“ се състои от 4 хабилитирани преподаватели и 11 нехабилитирани преподаватели. Ръководител е доц. д-р Светлана Неделчева (от 2020 г.).
Български език
Катедрата е основана през 1977 г., след отделянето ѝ от катедра „Българска филология“ (създадена през 1971 г.). През 2019 г. академичният състав на катедра „Български език“ се състои от 4 хабилитирани преподаватели и 13 нехабилитирани преподаватели. Ръководител е проф. д-р Димитър Попов.
Германистика
Катедрата поддържа контакти с Потсдамския университет в Германия. През 2018 г. е домакин на шестата национална конференция на Съюза на германистите в България, която се състои на 26 – 28 октомври. През 2019 г. академичният състав на катедра „Германистика“ се състои от 3 хабилитирани преподаватели и 8 нехабилитирани преподаватели, ръководител е проф. д.ф.н. Снежана Петрова Бойчева.
Журналистика и масови комуникации
Катедрата е основана през 2002 г. През 2019 г. академичният състав на катедра „Журналистика и масови комуникации“ се състои от 6 хабилитирани преподаватели и 5 нехабилитирани преподаватели, ръководител е доц. д-р Юрий Проданов.
История и археология
През 2019 г. академичният състав на катедра „История и археология“ се състои от 14 хабилитирани преподаватели и 10 нехабилитирани преподавали, ръководител е доц. д-р Тодор Тодоров. Сред учредителите на катедрата е археологът проф. Рашо Рашев.
История и теория на литературата
През 2019 г. академичният състав на катедра „История и теория на литературата“ се състои от 6 хабилитирани преподаватели и 9 нехабилитирани преподаватели, ръководител е доц. д-р Пламен Тодоров Панайотов.
Руски език
Катедрата е основана през 1973 г. През 2017 г. катедрата за втори път е домакин на международната образователна акция „Тотальный диктант“ (инициативата е на Новосибирския държавен университет в Русия), която има цел да се провери грамотността на хората, които използват руски език. През 2024 г. академичният състав на катедра „Руски език“ се състои от 4 хабилитирани преподаватели и 4 нехабилитирани преподаватели, ръководител е доц. д-р Надежда Стойкова Стойкова.
Турски език и литература
Катедрата е основана през 1992 г. През 2022 г. академичният състав на катедра „Турски език и литература“ се състои от 2 хабилитирани преподаватели и 5 нехабилитирани преподаватели, ръководител е доц. д-р Мийрям Неджиб Салим-Ахмед.

## Специалности
Специалности публикувани в официалния уебсайт на Шуменския университет (8 юни 2019 г.):
Бакалавърски специалности
- История и география
- Педагогика на обучението по български език и история
- Педагогика на обучението по български език и руски език
- Педагогика на обучението по история и английски език
- Педагогика на обучението по история и география
- Английска филология
- Българистика и медии
- Българска филология
- Българска филология с библиотечно-информационни дейности и книгоиздаване
- Приложна германистика
- Приложна лингвистика – Английски език и немски език
- Приложна лингвистика – Английски език и руски език
- Приложна лингвистика – Руски език и турски език
- Приложна лингвистика – Турски език и немски език
- Приложна лингвистика – Турски език и руски език
- Руска филология
- Руска филология и социална работа
- Руска филология и туризъм
- Руска филология с бизнес комуникация
- Турска филология
- Турска филология с бизнес комуникация
- Археология
- История
- Теология
- Връзки с обществеността
- Журналистика
- Журналистика и реклама

Магистърски програми
- Педагогика на обучението по история и география – магистърска програма Краезнание
- Педагогика на обучението по чужд език – магистърска програма Чуждоезиково обучение (английски език)
- Английска филология – магистърска програма Англицистика и масови комуникации
- Английска филология – магистърска програма Езиково обслужване на туризма и бизнеса
- Английска филология – магистърска програма Лингвистика и превод
- Българска филология – магистърска програма Лингвистика и библиотечно-информационни дейности
- Българска филология – магистърска програма Лингвистика и масови комуникации
- Българска филология – магистърска програма Редакторство и коректорство
- Българска филология – магистърска програма Семиотика на културата
- Немска филология – магистърска програма Езиково обслужване на туризма и бизнеса
- Немска филология – магистърска програма Лингвистика и превод
- Руска филология – магистърска програма Езиково обслужване на туризма и бизнеса
- Руска филология – магистърска програма Лингвистика и превод
- Турска филология – магистърска програма Балканистика
- Турска филология – магистърска програма Езиково обслужване на туризма и бизнеса
- Турска филология – магистърска програма Лингвистика и превод
- Археология – магистърска програма Археология
- Археология – магистърска програма Културно-историческо наследство и туризъм
- История – магистърска програма История на Югоизточна Европа
- История – магистърска програма Културно-историческо наследство и туризъм
- Теология – магистърска програма Теология
- Връзки с обществеността – магистърска програма PR – сценични изкуства
- Връзки с обществеността – магистърска програма PR в публичната администрация
- Връзки с обществеността – магистърска програма Фотография и реклама
- Журналистика – магистърска програма Журналистика
- Журналистика – магистърска програма Фотография и реклама

## Докторски програми
- История и теория на литературата
- Българска литература
- Руска литература
- Български език
- Славянски езици
- Германски езици
- Теология
- Методика на обучението по български език
- Методика на обучението по литература
- Журналистика
- История на България
- Средновековна обща история
- Археология